# Vesioli (Mostovskói, Krasnodar)
Vesioli (del ruso: Веселый) es un jútor del raión de Mostovskói del krai de Krasnodar, en el sur de Rusia. Está situado en la orilla derecha del río Jodz, afluente del río Labá, de la cuenca del Kubán, en el límite septentrional del Gran Cáucaso, 5 km al sudoeste de Mostovskói y 156 km al sudeste de Krasnodar, la capital del krai. Tenía 231 habitantes en 2010.
Pertenece al municipio Mostovskoye.